# Lazăr Dragoș
Lazăr Dragoș (n. 21 noiembrie 1930, Ursad, Bihor - d. 2 aprilie 2009 București) a fost un matematician român, profesor universitar la Facultatea de Matematică și Informatică din București și membru titular (din 1992) al Academiei Române.

## Biografie
Lazăr Dragoș s-a născut la 21 noiembrie 1930 în satul Ursad, comuna Șoimi, județul Bihor (interbelic), din părinți țărani, de religie creștin ortodoxă.
Lazăr Dragoș și-a început studiile liceale la Liceul „Samuil Vulcan” din Beiuș în anul 1943, obținând diploma de bacalaureat la Cluj, în anul 1951. La Liceul „Samuil Vulcan” a fost coleg de clasă cu alți doi viitori membri ai Academiei Române: Marius Sala (lingvist) și Mircea Flonta (filosof).
În anul 1951 a început cursurile Facultății de Matematică a Universității din București, devenind licențiat în științe matematice în anul 1955.
La 1 octombrie 1955 și-a început cariera didactică, fiind numit preparator în cadrul Catedrei de mecanică teoretică a Facultății de Matematică a Universității din București, catedră condusă de profesorul Victor Vâlcovici. A urcat apoi treptele ierarhiei universitare devenind asistent în anul 1957 și lector universitar în anul 1960.
În anul 1963 este premiat de Ministerul Educației și Învățământului pentru contribuțiile aduse în domeniul hemodinamicii.
În anul 1964 și-a susținut teza de doctorat cu subiectul „Teoria aripii subțiri în magneto-aerodinamică” sub conducerea profesorului Caius Iacob. În același an, obține premiul „Simion Stoilow” al Academiei Române pentru cercetările sale în domeniul magneto-hidrodinamicii.
A devenit conferențiar universitar în anul 1966, doctor docent in științe în 1972 și ulterior profesor universitar în cadrul Catedrei de Mecanică Teoretică începând cu anul 1982.
La Universitatea din București a ținut cursuri de mecanică generală, mecanica mediilor continue, hidrodinamică și magneto-hidrodinamică, dinamica râurilor, oceanelor și atmosferei, teoria cinetică a gazelor, etc. În ultima parte a carierei, a devenit titular al cursurilor de mecanica fluidelor și aerodinamică.
În paralel cu activitatea didactică, Lazăr Dragoș a avut și o bogată activitate de cercetare științifică în domeniile: mecanică aplicată, mecanica generală a sistemelor, mecanica fluidelor, teoria elasticității, aerodinamică, magnetodinamică și magneto-aerodinamică. Valoroasele sale contribuții în aceste domenii au fost concretizate în numeroase studii și monografii, apărute în țară și peste hotare.
În semn de recunoaștere a contribuțiilor sale științifice, Lazăr Dragoș a fost ales membru al Societății Americane de Matemetică și al Societății „Gessellschaft für angewandte Mathematik und Mechanic” din Germania. În anul 1991 a devenit membru corespondent, iar în 1992 a fost ales membru titular al Academiei Române, Secția Științe Matematice.
În anul 2000 a fost decorat de Președintele României cu Ordinul Național "Pentru Merit" în grad de Mare Ofițer.
Lazăr Dragoș s-a stins din viață în București, la 2 aprilie 2009.

## Opera științifică

### Monografii
- Mathematical Methods in Aerodynamics, Editura Academiei / Kluwer Academic Publishers, NL, 2003
- Metode matematice în aerodinamică, Editura Academiei, București, 2000
- Mecanica fluidelor, Editura Academiei, București, 1999
- Principiile mecanicii mediilor continue, Editura Tehnică, București, 1981
- Principiile mecanicii analitice, Editura Tehnică, București, 1976
- Magneto-Fluid Dynamics, Editura Academiei / Abacus Press, Tunbridge Wells, Kent, UK, 1975
- Magnetodinamica fluidelor, Editura Academiei, București, 1969

### Colaborări
- Dicționar de mecanică, Editura Științifică și Enciclopedică, București, 1980 (în colaborare cu C. Iacob, Ș.I. Gheorghiță și M. Soare)
- C. Iacob, Matematici clasice și moderne, Vol.III, Editura Tehnică, București, 1981 (pp. 9-176, în colaborare cu A. Nicolau)
- C. Iacob, Matematici clasice și moderne, Vol.II, Editura Tehnică, București, 1979 (pp. 471-591)

### Articole științifice
În calitate de autor sau co-autor, a publicat peste 120 de articole științifice în reviste de specialitate din România și din străinătate (Revue Roumaine de Mathématiques Pures et Appliquées, AIAA Journal, Acta Mechanica, Archives of Mechanics, ZAMM, Quarterly of Applied Mathematics, Comptes Rendus de l'Académie des Sciences, International Journal of Engineering Science, etc.)

## Afilieri
- Membru al American Mathematical Society
- Membru al Gesellschat fur Angewandte Mathematik und Mechanik (GAMM)
- Director onorific al Institutului de Matematică Aplicată "Caius Iacob" al Academiei Române